# ブルースチール (ミサイル)
ブルースチール (Blue Steel) は、イギリスが開発した空対地巡航ミサイル。

## 概要
冷戦期における核攻撃のうち戦略爆撃機による核攻撃は、常に敵防空網との戦いであった。主要な防空組織を無力化し、重力落下式核爆弾を積んだ爆撃機が通過できるよう、各国では空中発射型巡航ミサイルを開発していった。そのような中、イギリスで開発されたのがブルースチールである。
ブルースチールはエリオットから電子技術の支援を受けたアブロが開発した。核弾頭にはハウンド・ドッグに搭載されていたアメリカ製のW28核弾頭を元に開発されたレッドスノー核弾頭 (Red Snow thermonuclear) を搭載した。
1963年に運用が開始され、イギリス空軍の爆撃機アブロ バルカンやハンドレページ ヴィクターに搭載された。両方とも搭載数は1発で、胴体下部の爆弾槽に半埋め込み式に搭載する。しかし、ブルースチールの射程（高空発射時最大240km）が問題で、爆撃機は未だに地対空ミサイルの脅威に晒されたため、長距離型のブルースチールMk.2の開発が検討された。Mk.2の開発は困難が予想されたため、イギリスはアメリカ空軍が開発中の長距離空中発射型弾道ミサイルAGM-48 スカイボルト（最大射程1,850 km）の取得を求めた。しかし、スカイボルトの開発は、費用および技術的困難により1962年後半にキャンセルされた。
イギリスはポラリス潜水艦発射弾道ミサイルを搭載可能なレゾリューション級原子力潜水艦がイギリス海軍に配備されるまで、低空発射能力を付与したブルースチールで戦略核兵器の運用を行った。潜水艦隊へのポラリスとレゾリューション級原潜の配備とともにブルースチールの役割は終わり、1970年12月31日をもって公式に運用を終了した。

## 性能
- 全長： 10.7 m
- 翼幅： 4 m
- 本体直径： 1.22 m
- 発射時重量： 3,300 kg
- 最大速度： マッハ 2.3
- 上限高度： 21,500 m
- 最大航続力： 240 km
- 誘導方式： 慣性誘導方式
- CEP： 100 m
- 弾頭： レッド・スノー核弾頭 （1.1 Mt）
- エンジン：アームストロング・シドレー ステンター 液体燃料ロケットエンジン（燃料：ケロシン/酸化剤：過酸化水素）